# 3035 Chambers
3035 Chambers este un asteroid din centura principală, descoperit pe 7 martie 1924 de Karl Reinmuth.